# Dicranomyia (Dicranomyia) meridicola
Dicranomyia (Dicranomyia) meridicola is een tweevleugelige uit de familie steltmuggen (Limoniidae). De soort komt voor in het Neotropisch gebied.